# 新普斯科夫
艾达尔（烏克蘭語：Айдар），2024年9月前名为新普斯科夫，是烏克蘭東部盧甘斯克州舊比利斯克區的新普斯科夫市鎮的鎮。为原新普斯科夫區的行政中心。該鎮始建於1638年，面積13.04平方公里，海拔高度68米，2011年人口9,900。
2024年9月19日，乌克兰最高拉达将此镇的名字改为艾达尔。